# Los Nogales, Puebla
Los Nogales är en ort i Mexiko.   Den ligger i kommunen Tehuacán och delstaten Puebla, i den sydöstra delen av landet, 210 km sydost om huvudstaden Mexico City. Los Nogales ligger 1 687 meter över havet och antalet invånare är 279.
Terrängen runt Los Nogales är kuperad åt sydost, men åt nordväst är den platt. Runt Los Nogales är det ganska tätbefolkat, med 83 invånare per kvadratkilometer. Närmaste större samhälle är Tehuacán, 4,9 km sydost om Los Nogales. I omgivningarna runt Los Nogales växer huvudsakligen savannskog.